# Керъл (окръг, Мисисипи)
Окръг Керъл (на английски: Carroll County) е окръг в щата Мисисипи, Съединени американски щати. Площта му е 1645 km², а населението - 10 769 души (2000). Административен център е град Керълтън.